# SN 1982P
SN 1982P – niepotwierdzona supernowa odkryta 18 sierpnia 1982 roku w galaktyce E194-G24. W momencie odkrycia miała maksymalną jasność 18,00m.